# Liudu, Shanxi
Liudu (kinesiska: 柳杜, 柳杜乡) är en socken i Kina. Den ligger i provinsen Shanxi, i den norra delen av landet, omkring 44 kilometer sydväst om provinshuvudstaden Taiyuan. Antalet invånare är 19 449. Befolkningen består av 9 651 kvinnor och 9 798 män. Barn under 15 år utgör 17,0 %, vuxna 15-64 år 73 %, och äldre över 65 år 8,0 %.
Genomsnittlig årsnederbörd är 670 millimeter. Den regnigaste månaden är juli, med i genomsnitt 234 mm nederbörd, och den torraste är december, med 3 mm nederbörd.